# Ahuetita de Abajo
Ahuetita de Abajo är en ort i Mexiko.   Den ligger i kommunen Teocaltiche och delstaten Jalisco, i den centrala delen av landet, 400 km nordväst om huvudstaden Mexico City. Ahuetita de Abajo ligger 1 762 meter över havet och antalet invånare är 296.
Terrängen runt Ahuetita de Abajo är platt åt sydost, men åt nordväst är den kuperad. Runt Ahuetita de Abajo är det ganska glesbefolkat, med 42 invånare per kvadratkilometer. Närmaste större samhälle är Teocaltiche, 8,2 km öster om Ahuetita de Abajo. I omgivningarna runt Ahuetita de Abajo växer huvudsakligen savannskog.